# Roger Raeven

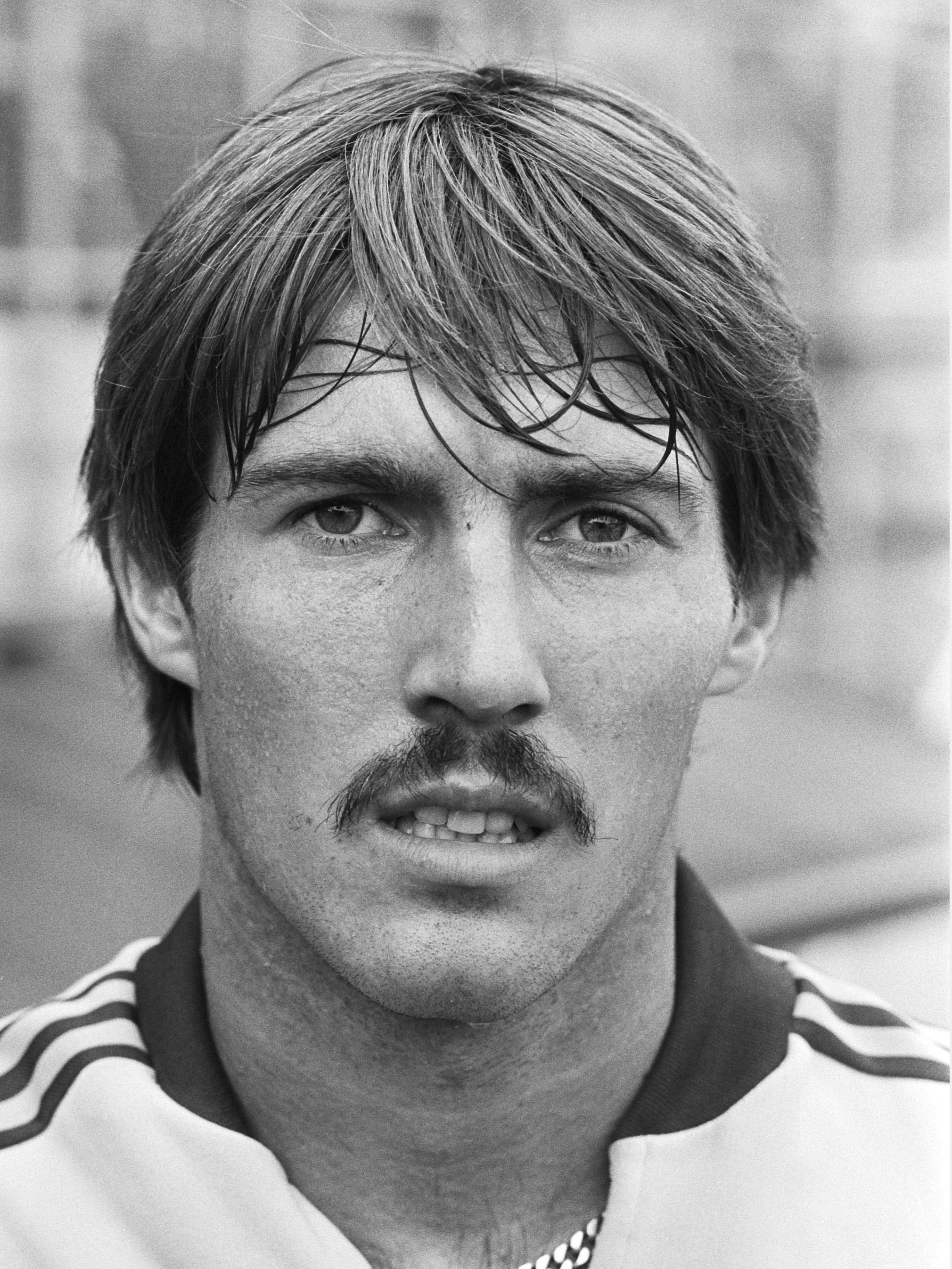
Roger Raeven, 12 september 1982, FC Utrecht-Roda JC 3-1.

Roger Raeven (Heerlen, 10 december 1960) is een voormalige Nederlandse voetballer die vanaf het seizoen 1978/1979 t/m het seizoen 1990/1991 bij een (semi-)professionele club als aanvaller speelde. Hij kwam ook uit voor de Nederlandse UEFA-jeugd. Hij begon bij VV Nieuw Einde en kwam op vijftienjarige leeftijd in de jeugd van Roda JC.

## Clubstatistieken
| Seizoen | Club             | Duels | Goals |
| ------- | ---------------- | ----- | ----- |
| 1978/79 | Roda JC          | 4     | 0     |
| 1979/80 | N.E.C. (huur)    | 6     | 2     |
| 1980/81 | Roda JC          | 0     | 0     |
| 1980/81 | Willem II (huur) | 32    | 12    |
| 1981/82 | Roda JC          | 23    | 7     |
| 1982/83 | Roda JC          | 34    | 18    |
| 1983/84 | RWD Molenbeek    | 34    | 15    |
| 1984/85 | Standard Luik    | 23    | 7     |
| 1985/86 | Standard Luik    | 4     | 1     |
| 1985/86 | Excelsior (huur) | 14    | 3     |
| 1986/87 | AA Gent          |       |       |
| 1987/88 | AA Gent          |       |       |
| 1987/88 | Roda JC (huur)   | 16    | 4     |
| 1988/89 | AA Gent          |       |       |
| 1989/90 | Go Ahead Eagles  | 17    | 5     |
| 1990/91 | KSV Mol          |       |       |
| 1991/94 | EHC              |       |       |
| 1994/9? | NEC '92          |       |       |